# Krokomsporten

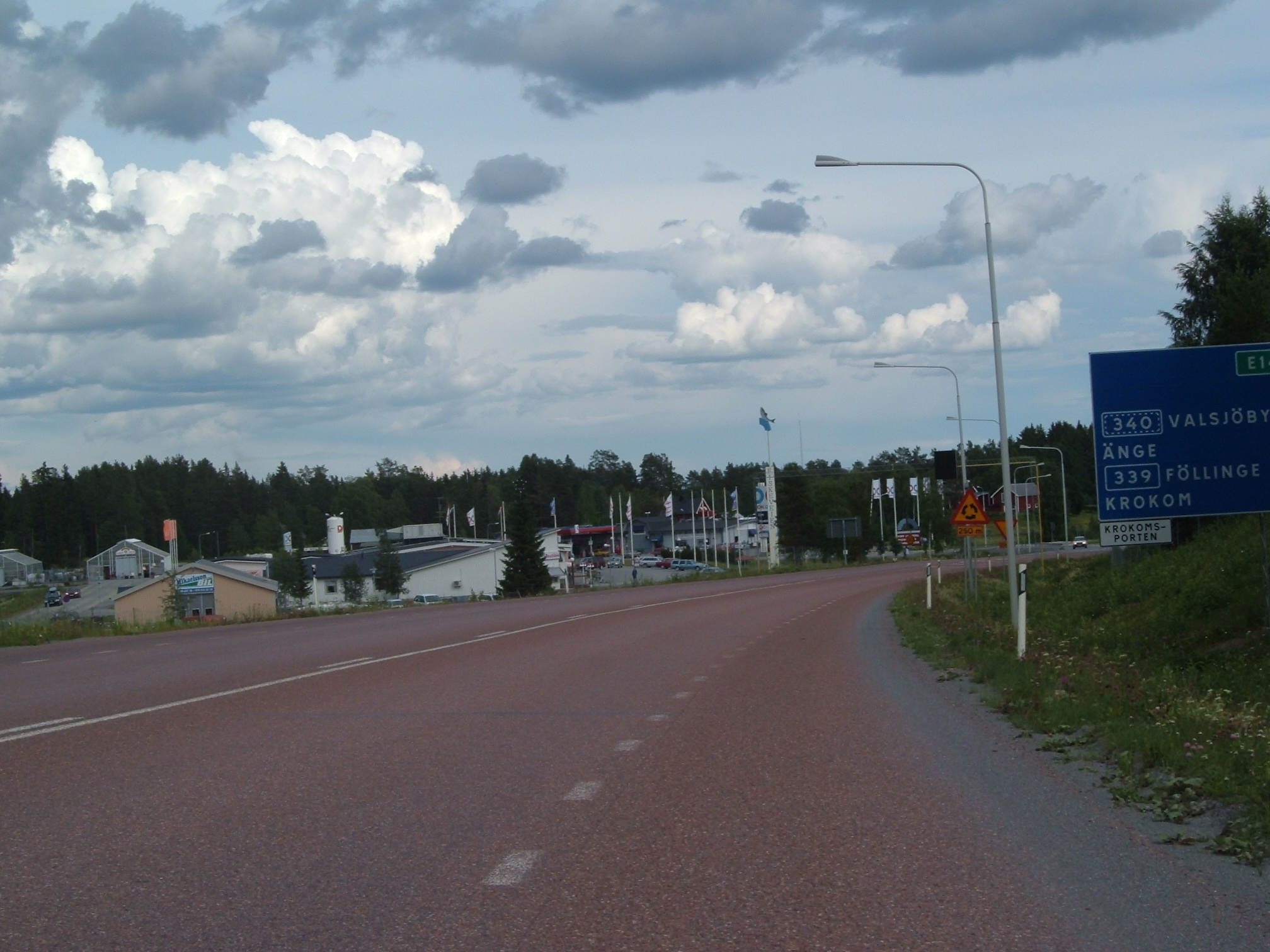
Krokomsporten efter E14 sett västerifrån

Krokomsporten är en handelsplats i Krokom, Krokoms kommun, Jämtlands län. Handelsplatsen ligger knutpunkten där E14, länsväg 340 och länsväg 615 möts. Där finns värdshus, bensinstation, blomsterhandel, elbutik, sportbutik, kaminexpert   och en bilhandlare.